# Окур-Мулен
Оку́р-Муле́н (фр. Haucourt-Moulaine) — коммуна во французском департаменте Мёрт и Мозель, региона Лотарингия. Относится к  кантону Эрсеранж. Состоит из трёх районов: городка Сен-Шарль, деревни Окур и небольшой деревни Мулен. Сен-Шарль возник в 1950-х годах как город для итальянских и позже, в 1970-х годах, северо-африканских иммигрантов, работавших на местных металлургических предприятиях.

## География

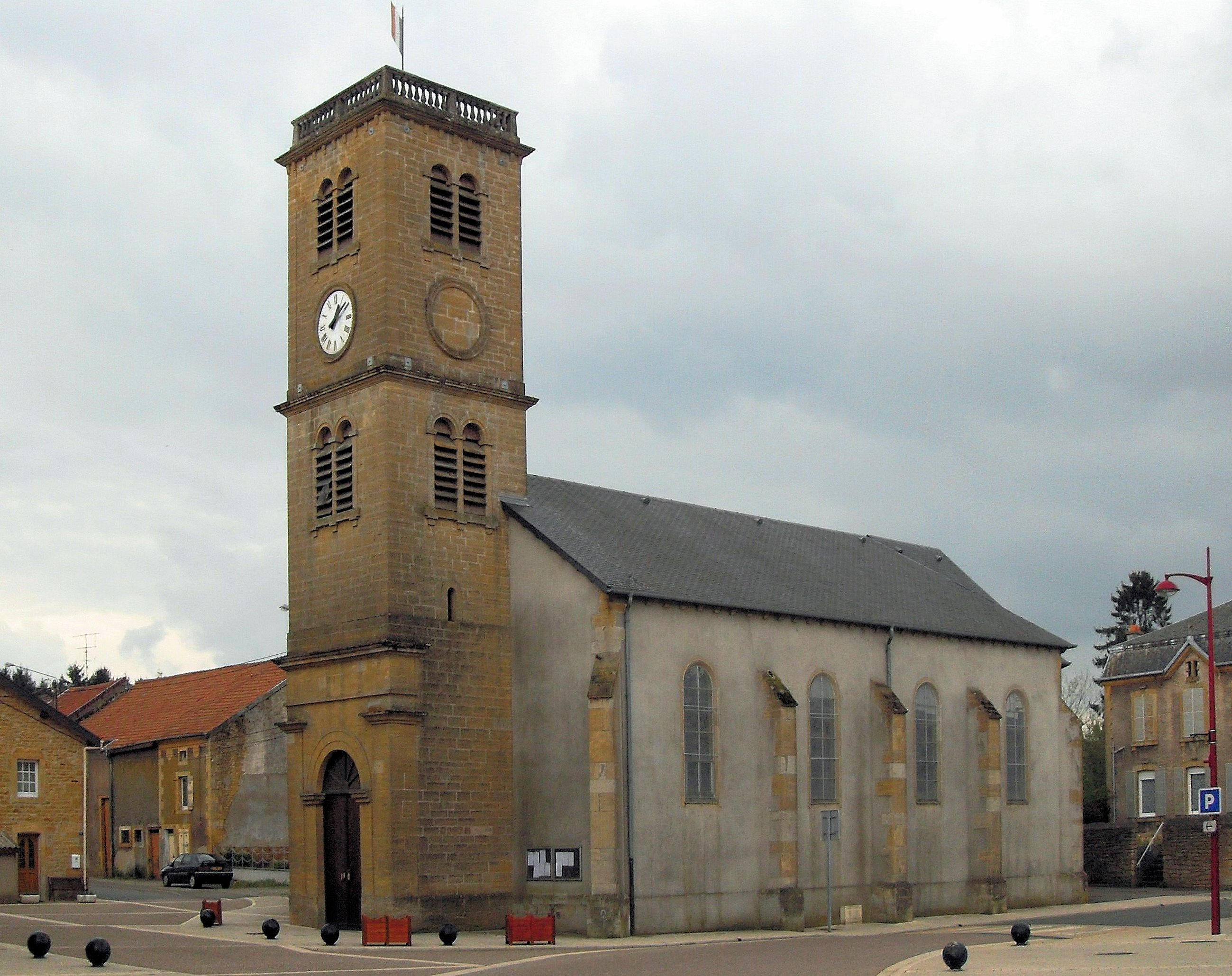
Церковь Сен-Элуа в Окуре.

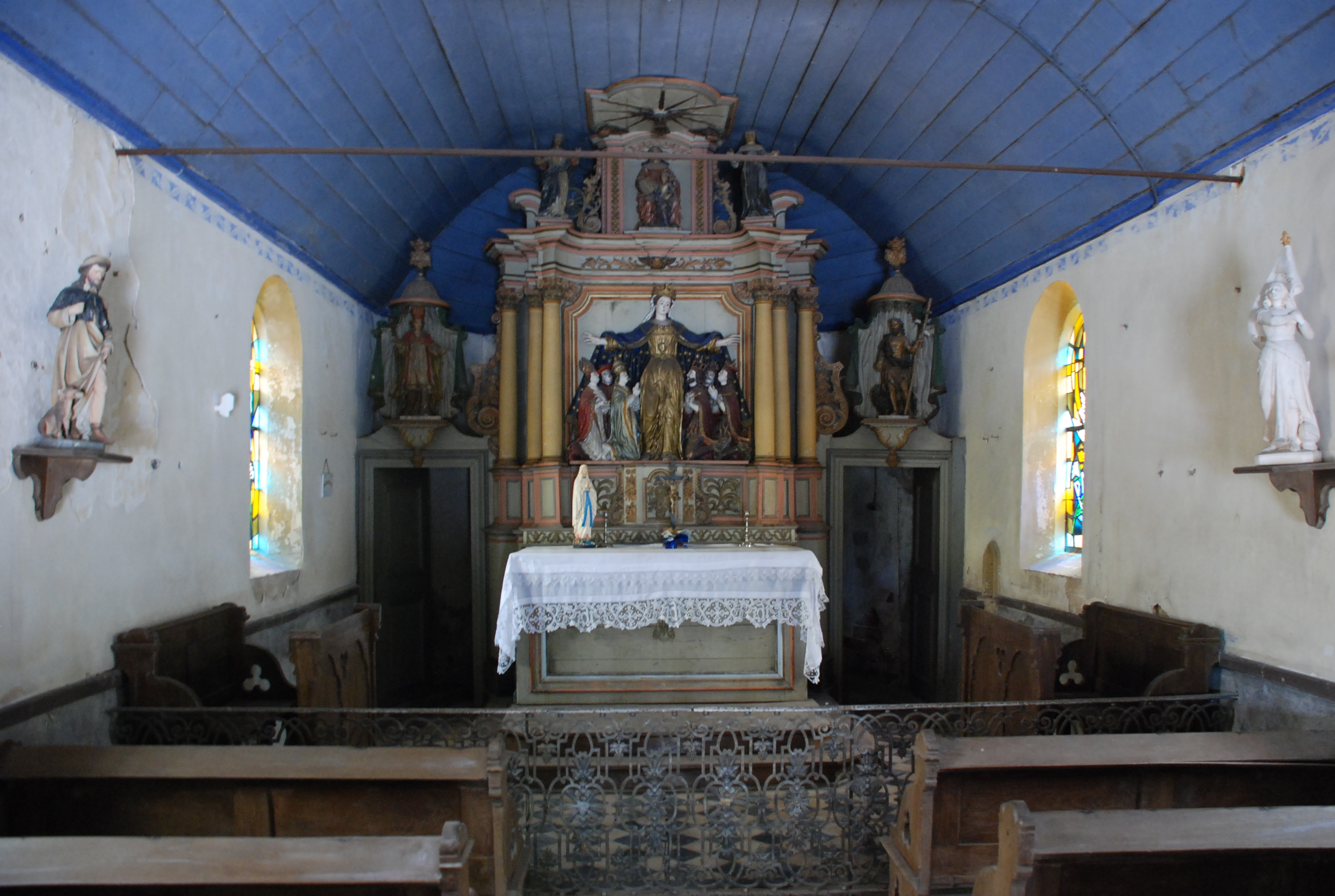
Шапель Нотр-Дам-де-Бон-Секур.

Окур-Мулен расположен в 50 км к северо-западу от Меца на границе с Люксембургом и Бельгией. Соседние коммуны:	Эрсеранж на севере, Юссиньи-Годбранж на востоке, Виллер-ла-Монтань на юге, Шеньер на юго-западе, Мекси на северо-западе.

## Демография
Население коммуны на 2010 год составляло 3100 человек.
| 1962 | 1968 | 1975 | 1982 | 1990 | 1999 | 2010 |
| ---- | ---- | ---- | ---- | ---- | ---- | ---- |
| 2815 | 4651 | 4517 | 3899 | 3328 | 2985 | 3100 |